# Амосова, Елена Георгиевна
Еле́на Гео́ргиевна Амо́сова (1926—2003) — прядильщица прядильно-ткацкой фабрики города Фурманова, Ивановская область.

## Биография
Родилась 28 мая 1926 года в селе Оделево (ныне Фурмановский район, Ивановская область) в крестьянской семье. Русская.
В 1934 году с родителями переехала в город Середа (ныне — Фурманов). Здесь окончила школу.
В 1947 году пришла работать на прядильно-ткацкую фабрику № 2. Сначала была ученицей съемщицы, затем освоила специальность прядильщицы. Со временем вошла в тот самый рабочий ритм, когда человек как бы начинает ощущать свою слитность с машиной. Из года в год росло мастерство молодой прядильшицы.
Задания восьмого пятилетнего плана Амосова закончила за год до срока и была удостоена ордена Октябрьской Революции. Звездным днем её жизни стало 10 ноября 1973 года. В этот день был выполнен план девятой пятилетки, а впереди было ещё два года и почти два месяца. Именно Елена Георгиевна положила начало замечательному движению — соревнованию за выполнение напряженных встречных планов.
С 1967 года — член КПСС. Была делегатом XXV съезда КПСС. Избиралась депутатом Верховного Совета РСФСР 9-го созыва.
В 1977 году была назначена заместителем директора родной Фурмановской фабрики № 2 по воспитательной работе среди молодежи и занимала эту должность до ухода на пенсию.
Жила в городе Фурманове. Скончалась 27 мая 2003 года. Похоронена в Фурманове на городском кладбище.

## Награды и премии
- Государственная премия СССР (1975) — за увеличение зон обслуживания, совмещения профессий и инициативу вразвёртывании движения наставничества
- Указом Президиума Верховного Совета СССР от 8 декабря 1973 года за досрочное выполнение пятилетнего задания, достижения наивысшей производительности труда в отрасли, выпуск продукции высокого качества Амосовой Елене Георгиевне присвоено звание Героя Социалистического Труда с вручением ордена Ленина и золотой медали «Серп и Молот».
- орден Ленина
- орден Октябрьской Революции
- медали
- В 1975 году она удостоена звания лауреата Государственной премии СССР.